# Lisa Carrington
Lisa Carrington (født 23. juni 1989) er en Newzealandsk roer, der har specialiseret sig i fladvandskajak. 
Hun repræsenterede sit land under sommer-OL 2012 i London, hvor hun vandt guld på K-1 200 meter.
Hun vandt guld under sommer -OL 2016.
Under sommer-OL 2020 i Tokyo, der blev afholdt i 2021, vandt hun tre guldmedaljer.